# Liste der Ramsar-Gebiete in Kiribati
Das Ramsar-Gebiet in Kiribati ist nach der 1971 beschlossenen Ramsar-Konvention eine besondere Schutzzone für ein natürliches Feuchtgebiet auf dem Territorium des Landes. Ramsar-Gebiete besitzen gemäß dem Anliegen dieses völkerrechtlichen Vertrags eine hohe Bedeutung und dienen insbesondere dem Erhalt der Lebensräume von Wasser- und Watvögeln.

## Liste
| \| Nooto-North Tarawa \| |
| Tarawa-Atoll             |
| Nooto-North Tarawa       |

| Nooto-North Tarawa |